# Hadrococcus maireanae
Hadrococcus maireanae är en insektsart som beskrevs av Williams 1985. Hadrococcus maireanae ingår i släktet Hadrococcus och familjen ullsköldlöss. Inga underarter finns listade i Catalogue of Life.